# فرانك ستيوارت سكوت
فرانك ستيوارت سكوت هو سياسي كندي، ولد في 23 أغسطس 1879 في كامبريدج في كندا، وتوفي بنفس المكان في 13 فبراير 1943. حزبياً، نشط في حزب كندا المحافظ. وقد انتخب عضو مجلس العموم الكندي.